# Márki-Zay Péter
Márki-Zay Péter (röviden: MZP, vezetéknevének ejtése: [márkizaji], Hódmezővásárhely, 1972. május 9. –) magyar politikus, közgazdász, történész, marketingszakember és villamosmérnök. 2018 óta Hódmezővásárhely polgármestere, a Mindenki Magyarországa Mozgalom alapító elnöke. A 2021-es magyarországi ellenzéki előválasztás győztese, az Egységben Magyarországért közös miniszterelnök-jelöltjeként indult a 2022-es országgyűlési választásokon.

## Származása
Nemesi származású, vallásos, konzervatív családban született. Édesanyja vegyész, hódmezővásárhelyi; édesapja Márki-Zay János fizikatanár, a Békés megyei Gyuláról került Hódmezővásárhelyre. Két testvére van. Apai nagyszülei dr. Márki-Zay Lajos (1913–1993), jogász, Békés vármegye tiszteletbeli főszolgabírája és aljegyzője, hatósági osztályvezető és nagysolymosi Sipos Katalin (1920–2016) voltak. Apai nagyanyai dédszülei nagysolymosi Sipos Ferenc (1890–1978), törvényszéki tanácselnök, és Bertók Ilona (1895–1980) voltak.
 Az apai nagyapai dédszülei idősebb Márki-Zay Lajos (1885–1962), országgyűlési gyorsíró és Haviár Ilona (1890–1957) voltak.
Felmenői között található tanár, orvos és jogász is. Dédapja a vásárhelyi református gimnázium igazgatója volt.
A család nevét elsőként Márki-Zay Péter apai nagyapai dédapja, idősebb dr. sarkadi Márki-Zay Lajos (1885–1962) országgyűlési gyorsíró viselte, akit anyai nagybátyja sarkadi dr. Márki János (1854–1925) kormány-főtanácsos, királyi közjegyző fogadott örökbe. Az örökbefogadási szerződés értelmében Zay Lajos és utódai 1917. június 15-én IV. Károly magyar királytól nyertek nemességet és kaptak minisztériumi engedélyt a „sarkadi” előnév és a "Márki-Zay" kettős vezetéknév használatára. Dr. Márki-Zay Lajos országgyűlési gyorsírónak az eredeti vezetékneve Nuszbek volt; szülei Nuszbek Sándor (1848–1922), gróf Almásy Dénes sarkadi hitbizományi uradalmának az intézője, valamint sarkadi Márki Mária voltak. Nuszbek Sándorné Márki Mária szülei idősebb sarkadi Márki János (1812–1892) sarkadi uradalmi tiszttartó és nemes Zay Julianna (1817–1876) voltak; tehát Nuszbek Lajosnak a kettős-neve tulajdonképpen az anyai nagyapjának valamint anyai nagyanyjának vezetékneve együtt.
A nemesség adományozása előtt Nuszbek Lajos 1905-ben, alig 20 évesen máris névváltoztatásra kapott állami engedélyt: családnévként felvehette az anyai nagyanyja nevét, így attól fogva Zay Lajosnak hívták, ezzel tovább örökítve a fiúágon kihalt nemesi család vezetéknevét. 1917-ben anyai nagyszüleinek mindkét vezetéknevét kettős formában a nemességet mellett szerezte adományban az uralkodótól. Dr. sarkadi Márki-Zay Lajos később országgyűlési tanácsosként és az országgyűlési iroda főnökeként működött. Idősebb Márki-Zay Lajos országgyűlési gyorsírónak két felesége volt: az első neje Haviár Ilona (1890–1957), akitől egy leány- és egy fiúgyermeke származott: dr. Kangyal Györgyné Márki-Zay Margit (1924–2004) és ifjabb dr. Márki-Zay Lajos (1913–1993), jogász, Békés vármegye tiszteletbeli főszolgabírája és aljegyzője, hatósági osztályvezető. Második hitvese idősebb Márki-Zay Lajosnak Stettner Margit (1900–1963) volt, akitől nem származott utód.

## Élete

### Tanulmányai, fiatal évei
Középiskolai tanulmányait Hódmezővásárhelyen, az akkor még állami Bethlen Gábor Gimnáziumban végezte. 1990-ben érettségizett. 
1990 és 1993 között a Kereskedelmi és Vendéglátóipari Főiskolán marketing szakot, 1993 és 1996 között a Budapesti Corvinus Egyetemen közgazdasági mesterszakot végzett, majd 1997 és 2001 között a Budapesti Műszaki Főiskolán villamosmérnökként végzett. 
2002-ben a Szegedi Tudományegyetemen megszerezte a történelemtanári diplomát is.
2000 és 2005 között a Pázmány Péter Katolikus Egyetemen gazdaságtörténetet hallgatott, majd 2006-ban doktorált, s ezzel PhD fokozatot szerzett; doktori értekezésének címe „Magyarország 20. századi fejlődésének összehasonlító elemzése” volt.
1996 és 2004 között a Démásznál, majd a Kontavill-Legrandnál dolgozott közgazdász és marketingmenedzseri pozícióban.

### Amerikában
2004-ben feleségével és akkor még öt gyermekével Kanadába költözött. Néhány hónapig házról házra járó értékesítő volt egy telefonszolgáltatónál, majd marketingesként a CARQUEST Products, Inc. autóalkatrész-kereskedő cég kanadai részlegénél kapott állást. Mintegy két és fél év után az Egyesült Államok Indiana tagállamába költözött, ahol továbbra is a CARQUEST cégnél dolgozott. 2008-tól 2009-ig az amerikai Eastern Indiana Regional Workforce Board regionális gazdaságfejlesztési és a munkaügyi szervezet felügyelőbizottsági tagja volt.
A Kálmán Olga Szeretemország – Beszélgetőkönyv Márki-Zay Péterrel című könyvében is megemlített Haas György dúla és pszichoterapeuta támogatta felesége (Márki-Zayné Vincze Felícia) kérelmét egy amerikai tanulmányi ösztöndíj elnyerésében, aki így megszerezhette otthonszüléses bába diplomáját.
Ötévnyi külföldi tartózkodás után, 2009-ben tért vissza Hódmezővásárhelyre feleségével és hét gyermekével.

### Magyarországon
Hazaérkezése után a szegedi áramszolgáltatónál kapott munkát, ahol előbb stratégiai tervezéssel, majd ügyfélszolgálat-vezetéssel bízták meg. 2013-tól tagja a Magyar Elektrotechnikai Egyesületnek. 2016 áprilisától 2017 decemberéig a Legrand Hungary Zrt. marketing- és belföldi logisztikai vezetője volt.
2014-ig a Szegedi Tudományegyetemen a nonprofit és üzleti marketing tárgyakat tanította.

## Polgármesterként

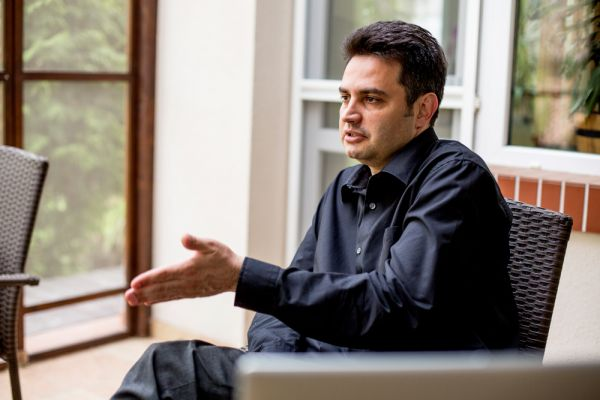
2018-ban (Sióréti Gábor felvétele)

### Hódmezővásárhelyi polgármesterré választása
2018-ban a Szent István Király Plébánia világi vezetőjeként, az ellenzéki pártok támogatásával, függetlenként elindult a hódmezővásárhelyi polgármester-választáson. Hódmezővásárhelyi polgármesterjelöltként, 2018. január 25-én a HVG Portré rovatában megjelent interjúban azt nyilatkozta, hogy a keresztény értékek támogatójaként soha nem azonosult sem a baloldallal, sem a Jobbikkal. A Fidesz jelöltjével szembeni kampányban viszont az összes baloldali párt támogatta, és a választás után azt mondta, hogy a Jobbik helyi elnöke kérte fel az indulásra. Az is kiderült, hogy a kampányát Szabó Gábor, a Jobbik Magyarországért Mozgalom vezetője segítette.
Miután a helyi, Fidesz által uralt sajtóban nem kapott megszólalási lehetőséget, és több esetben rendezvényeinek sem biztosítottak helyszínt, független kampányát elsősorban a Facebookon és szórólapokkal folytatta. Később az általános magyar helyzetet egy Balzac-idézettel szemléltette a Facebook-bejegyzésében: „Az újság ahelyett, hogy szent hivatás volna, a pártok eszközévé lett; eszközből üzletté; és mint minden üzlet becstelen és rosszhiszemű.”
Az ellene folytatott kampány során nyilvánosan felszólalt ellene Németh László, az egyházközösségének plébánosa, aki arra buzdította a híveket, hogy ne szavazzanak Márki-Zay Péterre. A standjainál az ajánlásgyűjtéskor rendőrök védték, térfigyelő biztonsági kamerák őrizték a lakóhelyének utcáját (bár a városi hivatal szerint a kamerákat tervek szerint szerelték fel éppen ott), ellenfelei pedig hazugsággal, bolondsággal, illetve abszurd kijelentésekkel (be fogja záratni a kórházat, akasztani fog, mecsetet kíván építtetni) vádolták meg. Néhány nappal a választás előtt minden háztartásba eljuttatott szórólapon listázták a támogatóit.
2018. február 25-én Hódmezővásárhelyen az időközi polgármester-választást függetlenként, az ellenzéki pártok támogatásával 13 076 szavazattal (57,49%-os eredménnyel) megnyerte.

### Beiktatása után
Polgármesteri beiktatására 2018. március 3-án került sor. Kis Andrea önkormányzati képviselőt, az MSZP helyi elnökét kérte fel alpolgármesternek, akit a közgyűlés meg is választott. A kampány során Hegedűs alpolgármester részéről elhangzott adatok a város pénzügyi helyzetéről teljesen ellentmondtak annak, amivel az új polgármester a beiktatásakor szembesült. Míg Hegedűs kijelentése szerint 3 milliárd forint megtakarítás a város felhasználható pénzügyi forrása, addig Márki-Zay kijelentése szerint több mint 4 milliárd forint tartozás volt a város tényleges egyenlege a beiktatásakor. A tartozás miatt Márki-Zay azt nyilatkozta, hogy az évben még nem tudják csökkenteni az építményadót. Egyik első polgármesteri intézkedése az volt, hogy a hivatala épületében elhelyezett egy „migránsszámláló”-nak elnevezett eszközt, amelyről a helyi választási bizottság megállapította, hogy sérti a választási eljárásról szóló törvényt, ezért el kell távolítani.
Beiktatása után nem sokkal a Nemzeti Adatvédelmi és Információszabadság Hatóság vizsgálati eljárást indított, mert Márki-Zay Péter titokban diktafonnal rögzítette a polgármesteri hivatal dolgozóival és külsős személyekkel folytatott beszélgetéseit. A polgármester azt állította, hogy kikérte az érintettek hozzájárulását.
A 2019-es magyarországi önkormányzati választáson 13 478 szavazattal, vagyis 57,3%-kal megvédte polgármesteri címét, az ellenzék támogatásával.
Az Ígéretfigyelő weboldal alapján 2022 márciusában Hódmezővásárhelyen az 58 darab meghirdetett ígéretéből 45 teljes mértékben megvalósult, 5 megvalósítása pedig folyamatban van.

## Az országos politikában

### Mindenki Magyarországa Mozgalom
A 2018 novemberében létrehozott Mindenki Magyarországa Mozgalom alapító tagjaként az új politikai szervezet elnökévé választották.

### Miniszterelnök-jelöltként
A 2021-es magyarországi ellenzéki előválasztáson miniszterelnök-jelöltként és a hódmezővásárhelyi választókerületben egyéni jelöltként is indult. A hivatalos miniszterelnök-jelöltté váláshoz szükséges minimálisan előírt 20 ezer támogató ajánlást meghaladva 33 540 ajánlást gyűjtött. Miután Pálinkás Józsefnek nem gyűlt össze a 20 ezer ajánlás, bejelentette, hogy Márki-Zay Pétert támogatja miniszterelnök-jelöltként. A szeptember 18. és 28. között megrendezett első fordulóban miniszterelnök-jelöltként 125 944 szavazatot, vagyis 20,43%-ot szerzett, ezzel harmadik helyezett lett. A hódmezővásárhelyi választókerületben 5070 szavazattal, vagyis 81,67%-kal szerezte meg az indulás jogát a Demokratikus Koalíció által indított Mucsi Tamással szemben. Fekete-Győr András, a Momentum elnöke és Orosz Anna, a Momentum alelnöke október 7-én a Kossuth téren tartott sajtótájékoztatón bejelentette, hogy pártjuk Márki-Zay Pétert támogatja a miniszterelnök-jelölti előválasztás második fordulójában. Karácsony Gergely október 8-án a Kossuth téren bejelentette, hogy visszalép az előválasztás második fordulója előtt, és beáll Márki-Zay mögé. Ugyanezen a sajtótájékoztatón Márki-Zay jelezte, hogy belépett a főpolgármester által alapított 99 Mozgalomba.
Az előválasztás második fordulóját végül Márki-Zay nyerte Dobrev Klárával szemben a szavazatok 56,71%-ával (371 560), így ő indult a 2022-es országgyűlési választáson az ellenzék közös miniszterelnök-jelöltjeként.
Jobboldali, konzervatív és keresztény jelöltnek vallja magát. Szorosabb kapcsolatot szeretne az Európai Unióval (→ Európa-pártiság), és mielőbbi csatlakozást az euróövezethez.

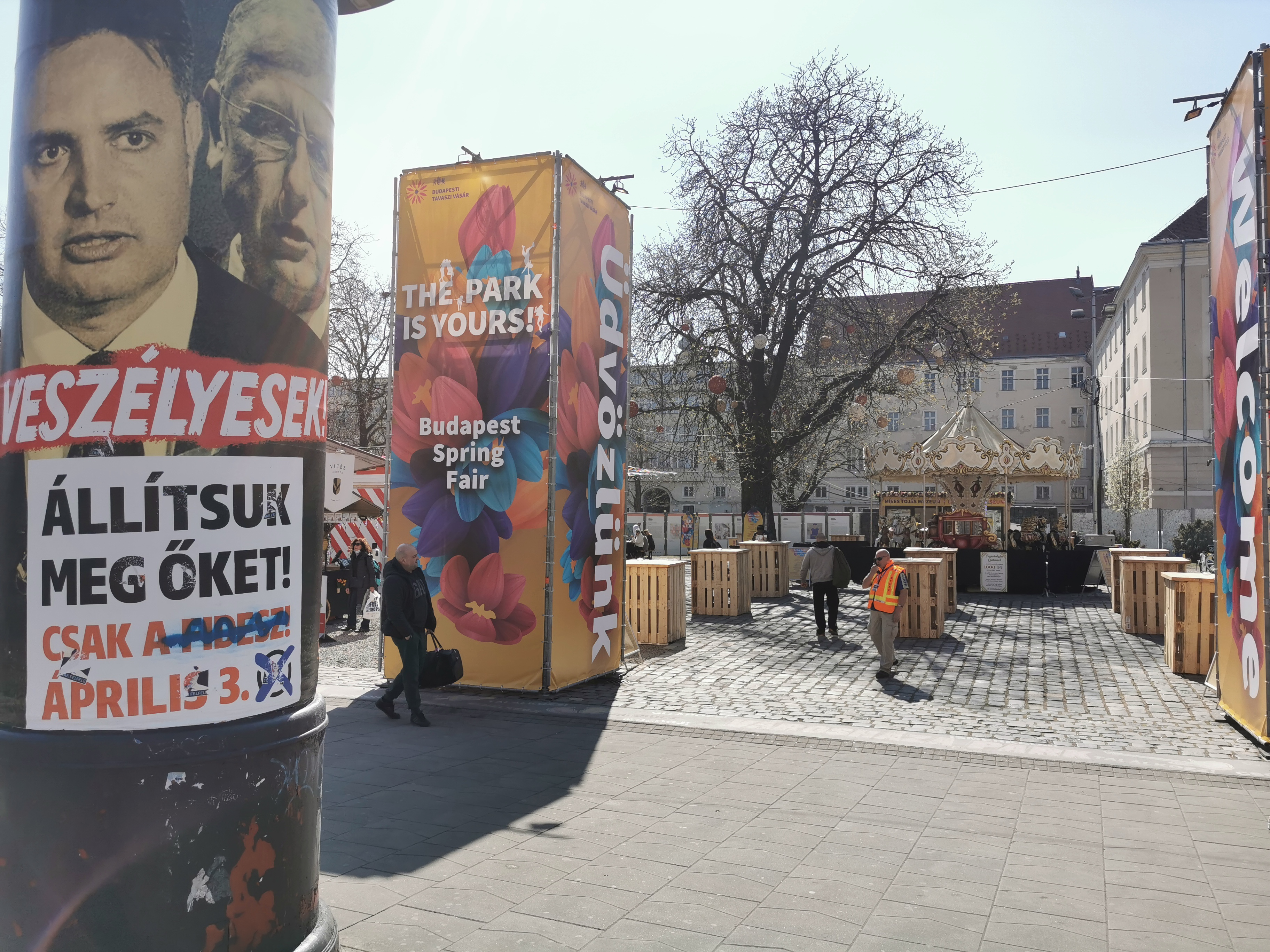
2022-es Márki-ellenes Fidesz plakát Budapesten

2021 végén a Politico Europe hetilap Európa legbefolyásosabb embereinek éves rangsorában az „álmodozók” kategória 5. helyére tette, kitérve a közelgő 2022-es magyarországi országgyűlési választásra, Márki-Zay meglepetésszerű előválasztási győzelmére, valamint EU-barát álláspontjára.
2022. március 6-án az MTVA budai székháza előtti ellenzéki tüntetésen követelte, hogy a kormány állítsa le a közszolgálati propagandát, mutassák be a közmédiában az ellenzék programját is, és Orbán Viktor álljon ki egy élő vitára.
Nyilatkozata alapján, ha győznek a 2022-es választáson, akkor a jogállamiság helyreállításával nem csak kormányváltás, hanem rendszerváltás is lesz.
A választásokon alulmaradt Orbán Viktorral szemben, és még a saját körzetét is elvesztette Lázár Jánossal szemben. A választások előtt a Fidesz úgy módosította a választókörzetet, hogy Hódmezővásárhelyhez kistelepüléseket csatoltak, amelyek a választásnál ellensúlyozták a felé irányuló jelentős városi támogatást.

#### Programja
Ígérete szerint, ha miniszterelnökké választják, akkor a demokrácia, a sajtószabadság és a jogállamiság helyreállítása érdekében új alkotmányt bocsát népszavazásra, és legalizálja az azonos neműek házasságát. Azt állítja, hogy ehhez nincs szüksége az alaptörvény módosításához előírt kétharmados parlamenti többségre, mert szerinte eleve érvénytelenek azok az alkotmánymódosítások, amelyek az alaptörvény által tiltott kizárólagos hatalmat biztosítják a Fidesznek, bár ez alkotmányjogilag erősen megkérdőjelezhető. Arról is beszélt, hogy egy NATO-misszió keretében lehetne magyar fegyvereket és/vagy katonákat küldeni Ukrajnába, amit a Fidesz úgy forgatott ki, hogy „a baloldal katonákat és fegyvereket küldene” oda.
Miniszterelnökként többek közt a következő programot valósítaná meg:
- az Európai Ügyészséghez való csatlakozás,[61] amellyel párhuzamosan egy magyar korrupcióellenes hivatalt hoznának létre,[78]
- az euró bevezetése öt éven belül,
- béremelés az oktatásban és az egészségügyben, hogy megállítsák az elvándorlást,
- a gyed, a családi pótlék és az otthonteremtési támogatás emelése,
- adómentes minimálbér,
- „fenntartható rezsicsökkentés”,
- az állami egészségügy fejlesztése, a várólisták csökkentése,
- a magánegészségügy egyes szolgáltatásainak ingyenessé tétele,
- új külpolitika,
- a Paks II.-szerződés újratárgyalása,
- az önkormányzatoktól elvett egészségügyi intézmények és iskolák visszaadása,
- a teljes sajtószabadság biztosítása, a Médiatanács és a kormányzati hazugságpropaganda felszámolása,
- a sztrájkjog megerősítése,
- az ügynökakták nyilvánosságra hozása,
- a „rabszolgatörvény” eltörlése.

### Mindenki Magyarországa Néppárt
2022. május 18-án Márki-Zay Péter bejelentette, hogy saját pártot alapít, amire akkoriban Civilek Pártja néven hivatkozott a sajtó. A párt végül 2023. júniusában került bejegyzésre, mint Mindenki Magyarországa Néppárt. A párt megtartotta alakuló kongresszusát szeptember 16-án.

## Nyelvtudása
Márki-Zay Péternek angolból, németből szakmai felsőfokú, franciából DELF DALF, felsőfokú nyelvvizsgája, oroszból egy alapfokúnak minősülő (5-ös) érettségije van. Ezenkívül három évig tanult spanyolul, és öt hónapig élt Finnországban, ahol a finn nyelvvel ismerkedett.

## Családja
1994-ben nősült, felesége Márki-Zayné Vincze Felícia Lilla diplomás fizikus, bába és dúla, az Országos Bábaszövetség titkára, a Magyarországi Dúlák Egyesülete előadója. 2021-ben egyes kormánypárti médiumok ellen pert nyert rágalmak terjesztése miatt.
Gyermekeik: Ferenc (1996), Lilla (1997), Teodóra (1998), Gellért (2000), Emma (2003), Lóránt (2005), Pál (2009).

## Könyvek
- Kálmán Olga: Szeretemország – Beszélgetőkönyv Márki-Zay Péterrel. Budapest: Athenaeum Kiadó. 2019.  ISBN 9789632939308